# Jungermannia sanguinolenta
Jungermannia sanguinolenta là một loài rêu tản trong họ Jungermanniaceae. Loài này được Griff. miêu tả khoa học lần đầu tiên năm 1849.